# Sir Agloval
Sir Agloval o (Aglovale) de Galis es el mayor de los hijos del Rey Pellinor en las leyendas artúricas. Como sus hermanos Sir Tor, Sir Lamorak o Sir Perceval es caballero de la Mesa Redonda. En los romance su figura es menos importante que la de sus hermanos aunque su valor es incuestionable. Según las leyendas recogidas en la post vulgata artúrica así como en La muerte de Arturo de Sir Thomas Malory, es Sir Agloval quien lleva a su hermano Perceval a la corte de Arturo. En la Vulgata artúrica Sir Agloval muere de la mano de Sir Gawin accidentalmente durante la búsqueda del Grial, sin embargo, en la mencionada muerte de Arturo de Malory, tanto él como su hermano Tor son los encargados de defender la culpabilidad de Ginebra y son muertos por sir Lanzarote, mientras sus hombres rescatan a la reina.
- Datos: Q3558163